# Thornford
Thornford är en civil parish i Storbritannien.   Den ligger i kommunen Dorset och riksdelen England, i den södra delen av landet, 180 km väster om huvudstaden London.